# Objet 195
L'Objet 195 (en cyrillique: Объект 195) appelé également T-95 est un prototype de char de combat russe. Son développement commença à la fin des années 80 dans le cadre d'un concours national de recherche Совершенствование-88 (en français : Amélioration 88) lancé par l'URSS.

La chute de l'URSS et la crise économique et sociale des années 1990 qui se sont ensuivis ont endigué son développement qui fut annulé par le ministère de la Défense russe en avril 2010.